# Università di Guadalajara
L'Università di Guadalajara (UdeG) è un'istituzione pubblica di istruzione superiore che ha sede nella Zona metropolitana di Guadalajara. È la seconda università più antica del Messico, la diciassettesima in Nord America e la quattordicesima in America Latina.
Dal 1994 l'ateneo gestisce una rete composta da 15 centri universitari, un sistema universitario virtuale, un sistema di istruzione secondaria superiore e l'amministrazione generale dell'istituto. Nell'anno accademico 2021-2022, le immatricolazioni complessive ammontavano a 310.000 studenti, sia iscritti a corsi di laurea di medio livello che di alto.

## Storia
L'ateneo fu fondato per volere del vescovo Felipe Galindo y Chávez, il quale il 12 luglio 1696 chiese a re Carlo II di Spagna di elevare al rango di università il Reale Consiglio Seminario di San José. Dopo quasi un secolo di sforzi fu istituita l'Università di Guadalajara, la seconda più antica in Messico, nonché la quarta in Nord America e la quattordicesima nell'America ispanofona.
L'idea di Felipe Galindo fu ripresa dall'avvocato Matías Ángel de la Mota Padilla, che nel 1750 riuscì a coinvolgere nel progetto il Comune di Guadalajara. Tuttavia, fu solo dopo l'espulsione di tutti i membri della Compagnia di Gesù dai territori ispanici nel 1767 che si sentì la necessità di un'università nella regione della Nuova Galizia. Ciò era dovuto al fatto che i gesuiti amministravano le due scuole più importanti della città, ovvero il Colegio de Santo Tomás e il Colegio de San Juan Bautista.
Con l'insediamento del ventiduesimo vescovo di Guadalajara Antonio Alcalde, favorevole alla fondazione del nuovo ateneo, il 18 novembre 1791 re Carlo IV promulgò un decreto reale che dichiarava la fondazione della "Regia Università di Guadalajara":
(Carlo IV)
Questo certificato giunse alle autorità della Nuova Galizia il 26 marzo 1792, che procedettero a celebrare in città e ad eseguire frettolosamente i lavori di ristrutturazione del suddetto Colegio de Santo Tomás. Nello stesso anno fu inaugurata la Regia Università di Guadalajara. Di comune accordo, Antonio Alcalde e il presidente dell'Udienza reale Jacobo de Ugarte y Loyola nominarono primo rettore dell'ateneo il canonico carcerario della cattedrale José María Gómez y Villaseñor. L'università dispose inizialmente delle facoltà di Lettere, Teologia, Giurisprudenza e Medicina.